# 砂漠の異教神
『砂漠の異教神』（さばくのいきょうしん）はテーブルトークRPG(TRPG)『アルシャードff』のリプレイ作品。ゲームマスター（GM）兼リプレイ執筆は伊藤和幸。
『ゲーマーズ・フィールド』10th SeasonVol.6（2006年8月刊）に掲載され、2010年12月にリプレイ「虹の彼方から」との合本としてエンターブレインより刊行された（書名は『虹の彼方から』）。
イラストは『ゲーマーズ・フィールド』掲載時はすがのたすく、単行本版では安達洋介が担当している。
なお、本リプレイのプレイヤーキャラクターのひとりであるエリザ・ベスの通称は、本リプレイでは「エリザ」となっているが、本記事では参照上の便宜から、彼女の次回登場作である「襲来! コスモマケドニア!!」に合わせ「ベス」とする。

## 概要
2006年5月に発売されたサプリメント『ウィンカスター・フォーチュンサービス』に同梱された拡張ルール「シナリオクラフト」を用いた遊び方の例示として行われた。GMを務めた伊藤和幸は、この後も『アルシャードガイアRPG』で「紅き世界より来る者」（書籍未収録）、『ダブルクロス The 2nd Edition』で「災厄の聖杯」（『ダブルクロス・リプレイ・ゆにばーさる』収録）と、シナリオクラフトを用いた公式リプレイを手がけている。
のちのプロジェクト『アルシャードトライデント』の核をなすキャンペーンリプレイにおいて、PCとして参戦するミハエル・ベルグフントとエリザ・ベスの初登場作でもある。『アルシャード』シリーズにおける敵役として位置づけられている真帝国所属のPCは「腐食都市」のヘイゼル・ベルンライン以来となる。ミハエルは「虹の彼方から」にも出演しており、そのつながりで本リプレイは『虹の彼方から』の単行本に併録されている。

## あらすじ
ミッドガルド大陸西方・スズリ砂漠で異変が起きた。砂漠に生息するモンスター「サンドワーム」が暴走し、砂漠の民ジャーヘッド最大の勢力・アディーナ氏族の長ペルニラをさらったのだ。交易のためアディーナ・オアシスに立ち寄ったゴルム氏族最後の生き残り・イングリナは、自分たちの長をさらわれ動揺しながら神意として救出に行くことも出来ないアディーナ氏族に業を煮やし、自らペルニラ救出を申し出る。
スズリ砂漠の異常事態は、各勢力もキャッチしていた。真帝国とウェストリ廃王国の国境にある交易都市ウィンカスターでは、同地に本拠を置く情報企業・ウィンカスター・フォーチュンサービス(WFS)がペルニラ拉致を察知。真帝国の帝都グラスヘイムでは軍務枢機卿マクシミリアンにも報告されていない非公然の帝国研究所らしき施設がスズリ砂漠に存在する事実が明るみに出、マクシミリアン直轄の軍監察機関「皇帝の剣」に調査命令が出る。さらに真帝国教会の巡回大司教にして異端審問官であるエリザ・ベスも、滞在先のウィンカスターで受けた機械神の神託に従いスズリ砂漠に向かっていた。
何がスズリ砂漠で起きようとしているのか…。

## 登場人物・用語

### プレイヤーキャラクター(PC)
プレイヤーによって操作するキャラクター。キャラクター名の横のカッコにPLとつけられているものは担当しているプレイヤー名である。キャラクタークラスについてスラッシュで複数書かれている場合はマルチクラスによりクラスを複数有していることを表す。キャラクタークラスの横のレベルはそのリプレイ開始時のもの。総合レベルは3である。
ミハエル・ベルグフント（PL - 小太刀右京）
キャラクタークラス : ゾルダート (Lv.2) / エレメンタラー (Lv.1)
シャードの加護 :《トール》《トール》《ニョルド》
真帝国軍内での戦争犯罪を裁く秘密部隊「皇帝の剣」に所属している少年兵。階級は少尉。真帝国に対してはかなり強い忠誠心があるが、彼が本当に信じているのは真帝国そのものというよりも「帝国の正義」である。そのため、真帝国の力を私欲に使い、民を泣かせる者に対しては激しい怒りを見せる。
元々は「輝く炎」と言う実験歩兵中隊に属していて、その時に上官だったヴィスワヴァに裏切られ、それがきっかけで部隊は奈落に呑まれ全滅。ひとりミハエルだけが風の精霊と契約して生き残った。この過去からヴィスワヴァに対しては強い憤りを覚えている。
反逆者のヴィスワヴァを追跡する過程で偶然真帝国のものらしき非公然研究施設がスズリ砂漠で発見されたため、マクシミリアンの命で調査に向うが、ヴィスワヴァがそれ以上の「悪」を追っていたことが判明し、ミハエルはそれに立ち向かうことになる。
戦場育ちのため性格は堅物。ヴィヴァンからの求愛に対しては迷惑がっている。
エリザ・ベス（PL - 鈴吹太郎）
キャラクタークラス : ミッショナール (Lv.1) / ブラックマジシャン (Lv.1) / リンクス (Lv.1)
シャードの加護 :《イドゥン》《オーディン》《ウル》
猫人種族「リンクス」の少女。リンクスは真帝国とは敵対しているが、彼女は帝国神教に帰依しており、機械神の教えを広めるため伝道師として世界を放浪している。機械神の愛を説き悩める人々に手を差し伸べる一方、世界に災厄を為す異端者を焼き尽くす異端審問官としての顔もある。過去の記憶の大半を失っており、それを取り戻すためもあって旅を続けている。失われた記憶の手がかりを求めて、ウィンカスター・フォーチュンサービスから「未来」を買ったために本作の事件に巻き込まれることになる。
なお、彼女は「機械神はネコミミが生えている」という独自の教義を唱えており、さらに自分は帝国神教の大司教の地位にあると主張している。それは全て彼女の「失われた記憶」の断片から導き出された信念であるが、彼女の主張が真実なのかどうかはこのリプレイでは謎に包まれたままであった。
クライマックスでは、ボスのエーリッヒとベスの間で「余の顔を見忘れたか…にゃ」「まさか、あなたはエリザ大司教！？　な、なぜこのような場所に！」というやりとりがあるが、これはプレイヤーが仕掛けた『暴れん坊将軍』のパロディにGMが乗っただけであり、ベスの過去をエーリッヒが知っていたのかなどといったことに対する追求は本リプレイでは行われなかった。
”ゴルム氏族の”イングリナ（PL - 三輪清宗）
キャラクタークラス: ジャーヘッド (Lv.2) / スカウト (Lv.1)
シャードの加護 :《ネルガル》《ネルガル》《ヘイムダル》
滅びたジャーヘッド氏族「ゴルム氏族」の生き残りである女性戦士。そのときにアディーナ氏族に助けられたために、族長であるペルニラには恩義を感じている。そのペルニラがサンドワームにさらわれたことから、救出に向かうという形で事件に関わることになる。
ゴルム氏族が滅ぼされた時、自らの魂の分身ともいえるギアスが奪われてしまい、それを取り戻すために旅を続けている。
ギアスを強奪されたことから、ジャーヘッドの特徴であるサンドスーツを着ていないというのが特徴であり、単行本版のイラストではマントにフード、ヴェールなどを着込んでおり、顔は隠されている。
ヴィヴィアン（PL - 遠藤卓司）
キャラクタークラス : ヴァルキリー (Lv.1) / ホワイトメイジ (Lv.1) / ヴァグランツ (Lv.1)
情報企業「ウィンカスター・フォーチュンサービス」(WFS)に所属する調査員であるヴァルキリー。世界中を旅して様々な情報を集めてWFSに持ち帰ったり、情報を必要とする者の元にWFSから持ってきた情報を売るという仕事をしている。
社長のティファナをマスターとして仰いでおり、職務には忠実。ただし、ミハエルに対して恋愛感情を抱いており、彼絡みのことになると恋する乙女モードで暴走する。
ペルニラを救出するためにはヴィヴィアンを含めた4人のクエスターが必要というジャーヘッドの予言を手に入れたことから、他のPCたちを仲間に引き入れる調停役として活躍した。

### ノンプレイヤーキャラクター
GMが操作するキャラクター。
”アディーナ氏族の”ペルニラ
砂漠の民「ジャーヘッド」の最大氏族である「アディーナ氏族」の族長。先代族長の死により族長の座を引き継いだが、まだ14歳になったばかりの少女であり、氏族の民の中にはこんな子供を族長とは認められないという意見も根強い。
後援者の大人たちの協力を仰ぎながら族長としての勤めを果たしているが、傀儡にはならないという強い意志があり、大局的なものの見方で周囲の大人たちを驚かすこともある。
ジャーヘッドたちの中ではクエスターになった者は追放者として扱われるのが常だが、そのような状況におちいったジャーヘッド達に対しても差別せず受け入れている。
砂嵐と共に出現したサンドワームにさらわれ、アディーナ氏族の大人たちが重大事にもかかわらず「神意」として救出に動かなかったことから、事件の目撃者でもあったイングリナはペルニラ救出に乗り出す。
『アルシャード』ルール第一版基本ルールブック以来の公式NPCでもある。
”橙の”ティファナ
情報企業「ウィンカスター・フォーチュンサービス」の女社長。表向きは占い師ということになっているが、実は古代種族アルフの一人で、対奈落組織「エクスカリバー」の13人の指導者「導師」の一人。非常にほんわかした性格で口調にあまり真剣味は感じられないが、世界の行く末を深く案じていて、それに立ち向かうクエスターたちの活躍には惜しみない助力をしてくれる。
サプリメント『ウィンカスター・フォーチュンサービス』から登場した公式NPC。『アルシャードガイアRPG』でも「高坂橙子」の名で基本ルールブックの公式NPCとなっている。
マクシミリアン
帝国神教会の大司教で軍務枢機卿を務める初老の男性。真帝国軍を統括する人物であり参謀本部の総長、真帝国が神の名のもとに統一されることで世界に理想郷が訪れると本気で信じている。そのため、無理な戦線拡大戦略を続けており、そのことは軍内部からも不満が出つつある。
「皇帝の剣」は彼直属の部隊であるため、ミハエルの直属の上官でもある。本作ではヴィスワヴァ追跡の任をミハエルに与えた。
サプリメント『ヴァーレスライヒ』から登場した公式NPC。
ヴィスワヴァ・シェンキェヴィスチカヤ
かつてミハエルが所属していた実験歩兵中隊「輝く炎」を率いていた女性大尉。人狼種族「シリウス」と真帝国軍が熾烈な争いを繰り広げた「黒の森冬季戦」（シリウスは「鬼竜の役」と呼ぶ）で突然真帝国を裏切り、そのために「輝く炎」は隊長代理として着任したアーノルド・ズィーベンによってナイフ一本の白兵戦を強いられた末奈落に呑まれ、ミハエルを除いて全滅した。
彼女の裏切りの原因は謎だが、それ以降、彼女は真帝国を強く憎悪し、地下に潜って反真帝国活動を続けている。
ティファナ同様、『ウィンカスター・フォーチュンサービス』の公式NPCでもある。
エーリッヒ
今回の事件の黒幕であるカバラ研究者。特殊なマナが混じったペルニラの血を使って、砂漠に住むモンスター「サンドワーム」を兵器転用しようと彼女を浚ったが、ジャーヘッドの血の神秘は彼には使いこなせず実験はことごとく失敗。サンドワームの暴走を引き起こした。成果を上げられないことに業を煮やした彼は方向転換し、芳醇なマナを持つペルニラを生贄にしてジャーヘッドの神を呼び出し、それを兵器転用するという危険な計画に手を染めることになる。
なお、シナリオクラフトを使ったこのリプレイでは、ボスキャラクターが「暴走クリーチャー」ということのみがプレイ開始前に決定され、「暴走クリーチャーとはどのようなものか」を考えていくうち、そのクリーチャーを作り出した黒幕の博士が必要ということで、クライマックス直前になってエーリッヒというキャラクターが生み出された。そのため、名前から性格まで全てチャートでランダムに決定されている。まさに「その場で物語を創り上げる」というシナリオクラフトの申し子のようなNPCである。

### 用語
ウィンカスター・フォーチュンサービス（WFS）
ミッドガルド大陸西方、真帝国との国境に位置するウェストリ廃王国の交易都市ウィンカスターに本社を構える「未来」を売る企業。
この会社に訪れた者は、料金と引き換えに、これからの自分に起こる出来事が教えられ、それに対処する最適の選択肢を教えられる。ゲーム的にはこれはクエストとして提供される。
WFSがこのような「未来」を売ることが出来るのは、ティファナの占術が，未来予測アーカイブと言えるレリクス（アルフの超古代技術遺産）「ミーミル」にアクセスすることでもたらされる精度の高い情報であることと、実際にWFSの社員達が世界各地に赴き様々な情報を集めているためである。
このことから、ウィンカスター・フォーチュンサービスは「情報企業」とも呼ばれており、世界の様々な勢力から注目を集めている。
なお、WFSは誰でも利用できる企業であるが、本当に重要な情報は限られた人物にしか与えない。その限られた人物とはクエスターたちのことであり、WFSの真の存在目的はシャードの囁きに翻弄されるクエスターたちに助力を差し伸べることである。
皇帝の剣
真帝国軍内部の罪を裁くため内部監察を行う特殊部隊。軍の力を私欲に使う者や戦争犯罪者の罪状を調査し、「帝国の正義」の名のもとにその場で断罪する権限を持つ。普通の憲兵隊では相手にならないような危険な案件に関する調査を担当するため、奈落に溺れた者がターゲットになることも多い。
名目上は内務省に属し、軍や教会の組織系統からは切り離されているが、マクシミリアン軍務枢機卿の直属部隊であり、組織のしがらみなく行動できる。
ムスペルヘイムの神
ジャーヘッドたちの故郷である異世界「ムスペルヘイム」に伝わる神。いまだこの世界に現れず、いつかこの世界に現れて世界を新しいものに作り変えるとされる。
全てのジャーヘッドたちはこの神の到来を待ち望んでおり、それゆえに古き神の意思を継ぐクエスターはジャーヘッドにとっては異端であり、部族から追放されるのが常である。
本リプレイでは最後にこの神の力の一部が召喚され、さらに奈落と融合して「暴走クリーチャー」扱いのエネミーとしてボスキャラクターとして立ちふさがった。